# Staatliche Technikakademie Alsfeld

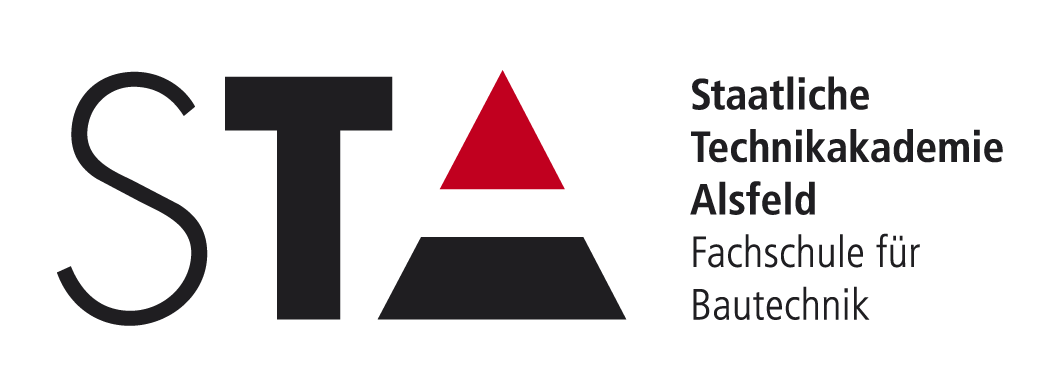
Logo der Staatlichen Technikakademie

Die Staatliche Technikakademie Alsfeld (STA) ist eine eigenständige, auf Bautechnik spezialisierte Fachschule in Trägerschaft des Landes Hessen. Seit über 125 Jahren besteht die Fachschule am Standort Alsfeld in Hessen, das Einzugsgebiet erstreckt sich deutschlandweit. Mit etwa 100 Studierenden und 12 Lehrkräften handelt es sich um eine der kleinsten beruflichen Schulen Hessens. Die Qualifikation zum staatlich geprüften Bautechniker bzw. zur staatlich geprüften Bautechnikerin erfolgt in Vollzeit über vier Semester, gekoppelt an die hessischen Schulferien. Der Bildungsabschluss ist nach dem DQR dem Bachelor gleichgestellt. Es wird auf den baupraktischen Erfahrungen der Studierenden aufgebaut, die über eine abgeschlossene Berufsausbildung mit einem Jahr Berufspraxis oder über mindestens fünf Jahre einschlägige Berufserfahrung verfügen müssen. Die STA versteht sich als lehrende, fördernde und fordernde Organisation, in deren Mittelpunkt die Studierenden stehen. Es werden Gewerke übergreifend Fachwissen und wichtige überfachliche Kompetenzen vermittelt, die bei Bauunternehmen, Architektur- und Ingenieurbüros und Behörden oder für eine selbständige Tätigkeit gefragt sind.

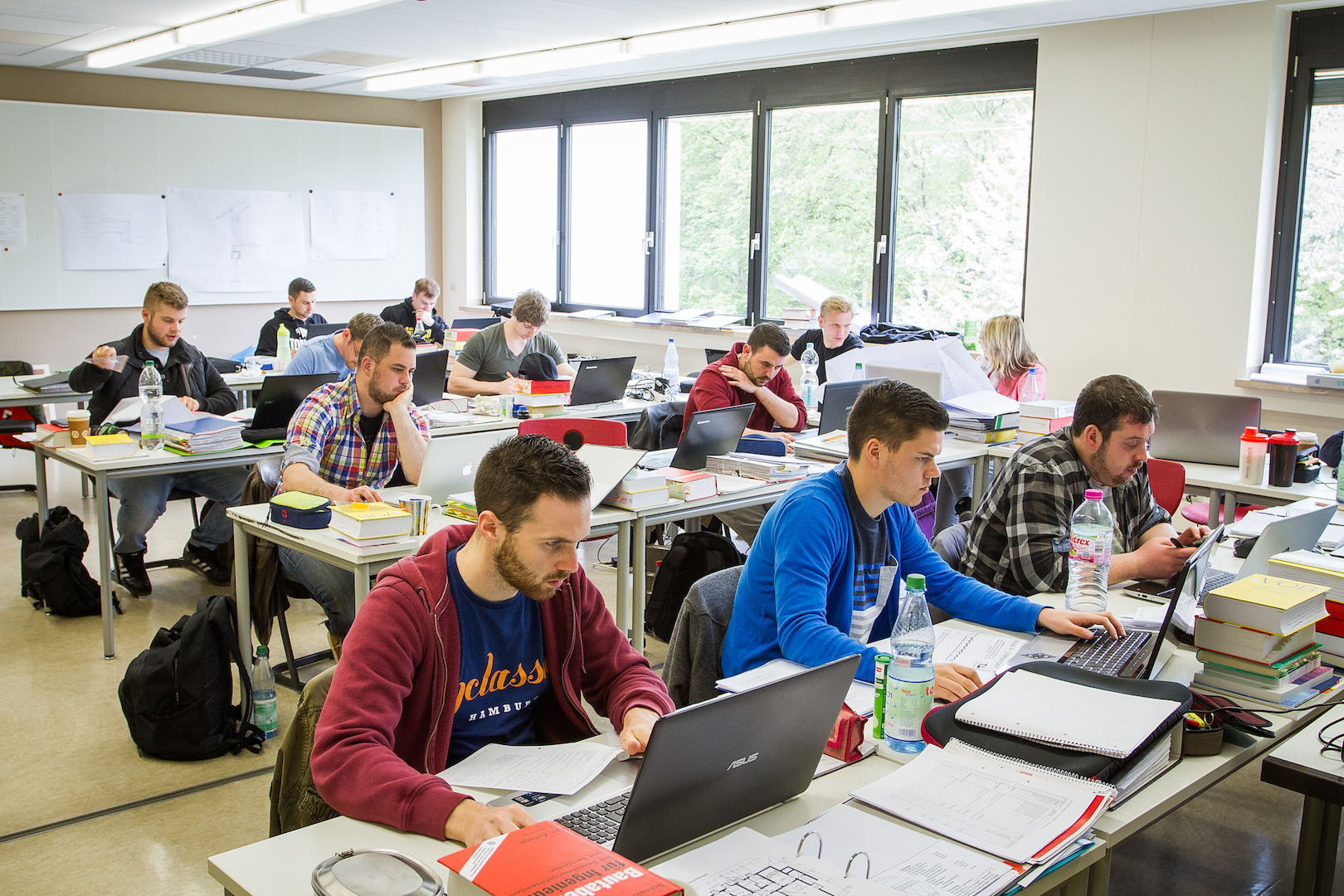
Arbeiten am Laptop in der STA

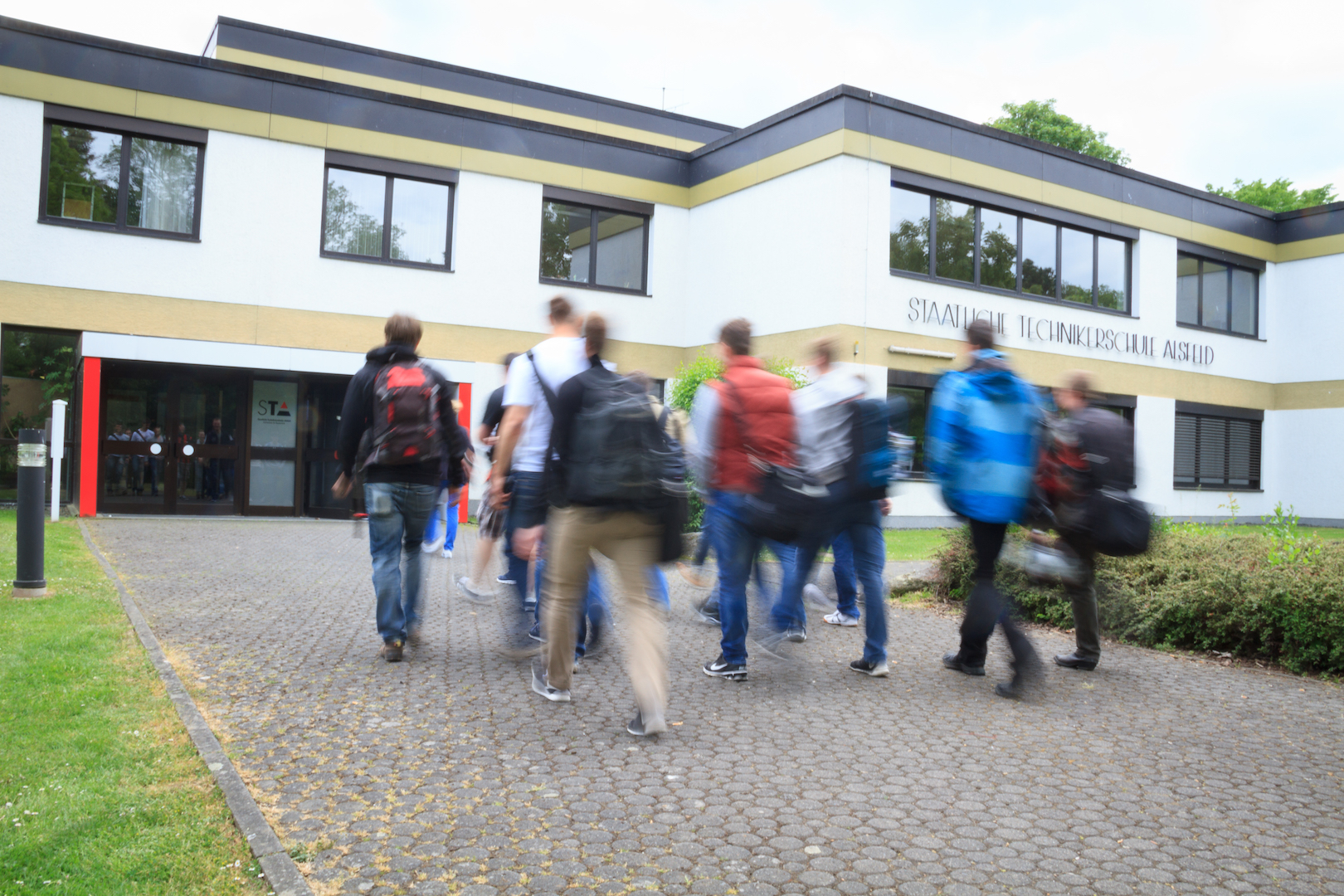
Schulgebäude der Staatlichen Technikakademie Alsfeld

## Fachliche Schwerpunkte

### Schwerpunkt Hochbau
Hochbautechniker sind Generalisten für das Planen und Realisieren von Neubauten und zunehmend auch für die Sanierung von Bestandsimmobilien. An der STA lernen die Studierenden, ihre Ideen baugenehmigungsreif zu planen und diese mit CAD in ausführungsreife Pläne umzusetzen, so dass sie vorbereitet sind für den Einsatz in Architektur- und Ingenieurbüros oder auch für eine selbständige Tätigkeit.
Um in Bauunternehmen Verantwortung für einen reibungslosen Bauablauf übernehmen zu können, werden an der STA die erforderlichen fachlichen Grundqualifikationen für den Einsatz als Bauleiter und in der Arbeitsvorbereitung vermittelt. Dazu zählt u. a. Baukosten zu ermitteln, Baumaßnahmen zu kalkulieren und einen effizienten Bauablauf zu planen.
Für den Einsatz im Namen öffentlicher und privater Bauherren erlernen die angehenden Bautechniker zudem wichtige Kenntnisse für die Bauüberwachung, um den Ablauf von Baumaßnahmen koordinieren und deren Ausführungsqualität überwachen zu können.

### Schwerpunkt Tiefbau
Tiefbautechniker arbeiten als Führungskraft in Bauunternehmungen, tiefbautechnischen Ingenieurbüros und Bauverwaltungen. Der Entwurf von Verkehrsbauwerken zählt an der STA ebenso zu den Bildungsinhalten wie die Planung von Anlagen zur Wasserversorgung und zur Abwasserbeseitigung. Hierbei wird großer Wert auf das Verständnis für die Risiken und Besonderheiten bei tiefbautechnischen Bauvorhaben gelegt.
Ein umfassendes Knowhow der Vermessungstechnik befähigt die Studierenden zu fachgerechten Aufnahme- und Absteckungsarbeiten. Die Arbeit mit Geoinformationssystemen (GIS) gehört ebenso zum Ausbildungsumfang.
Wie im Hochbau werden auch im Tiefbau grundlegende Kenntnisse für das Baumanagement vermittelt. Hierbei ist der Unterricht auf den meist linienförmigen Charakter der Baumaßnahmen des Tiefbaus ausgerichtet, der eine geringere Anzahl von Baugewerken aufweist.

### Weitere Schwerpunkte
Bei ausreichender Nachfrage können an der STA zusätzlich die Schwerpunkte Baumanagement, Betonbau und Innenausbau/Ausbautechnik angeboten werden.
Im Schwerpunkt Baumanagement werden die in den Schwerpunkten Hoch- und Tiefbau vermittelten Managementfähigkeiten vertieft. Die zukünftigen Bauleiter und Projektsteuerer erwerben dabei wichtige Grundkenntnisse für eine effiziente Baustellenplanung und -abwicklung.
Der Schwerpunkt Betonbau nimmt Bezug auf den wohl wichtigsten Baustoff, der komplexes Wissen für den Neubau, vermehrt aber auch für die Instandsetzung von Bauwerken verlangt. Durch erfahrene Fachleute wird an der STA das notwendige Wissen zu Schalungsbau, Bewehrungsplanung und Betoninstandsetzung vermittelt. Ergänzend werden Übungen im Baustofflabor durchgeführt.
Die Aufgaben des Innenausbaus werden bei modernen Bauvorhaben immer komplexer. Hierzu können an der STA im Schwerpunkt Innenausbau/Ausbautechnik wichtige Grundkompetenzen vermittelt werden, damit der in der Planung und Bauleitung tätige Ausbautechniker in der Lage ist, mit der Vielzahl der beteiligten Gewerke und Schnittstellen sicher umzugehen zu können.

### Zusatzqualifikationen
Mit dem Besuch an der Zweijährigen Fachschule für Bautechnik und dem Abschluss zum staatlich geprüften Bautechniker können folgende Zusatzqualifikationen erworben werden:
- Mittlere Reife (Realschulabschluss)
- Meisterkurs (Teil III)
- Ausbildereignungsprüfung (Teil IV der Meisterprüfung)
- Kurs zum Fachkaufmann in der Handwerkswirtschaft
- Fachhochschulreife
- Hochschulzugangsberechtigung

## Überfachliche Kompetenzen
Sprache als wichtiges Kommunikationsmittel
Für die Arbeit des Bautechnikers in Führungspositionen ist Sprache ein ebenso wichtiges Kommunikationsmittel wie die Planunterlagen. Deshalb nehmen an der STA die Fächer Deutsch und Englisch einen wichtigen Stellenwert ein. An der STA verbessern die Studierenden ihre Kompetenzen in schriftlicher und mündlicher Kommunikation und üben dies an praktischen Beispielen ein, z. B. E-Mail-Verkehr, Protokolle, Präsentationen, Bewerbungstraining.
Betriebswirtschaftliches Knowhow
An der STA wird betriebswirtschaftliches Grundwissen vermittelt, welches für Angestellte in Führungspositionen und für den Weg in die Selbständigkeit eine wichtige Basis für den beruflichen Erfolg ist.
Projektarbeiten in Teamarbeit
Schon frühzeitig arbeiten die Studierenden im Team und erlernen so wichtige Fähigkeiten wie Argumentations- und Durchsetzungsfähigkeit, aber auch das Voneinander-Lernen und sinnvolles Verteilen von Aufgaben. Unsere Lehrkräfte stehen hierbei beratend zur Seite.
Exkursionen und Messebesuche
Außerschulische Veranstaltungen haben an der STA einen hohen Stellenwert. Dazu zählen Baustellenbesichtigungen, Studienreisen ins In- und Ausland sowie Besuche von einschlägigen Baumessen.
Persönliches Engagement
Über die schulischen Inhalte hinaus können sich unsere Studierenden auf verschiedene Art und Weise engagieren, z. B. durch das Erteilen von Förderunterricht oder die Mitarbeit in den AGs „Betonkanuregatta“ und „Modellbau“. Auch die Stadt Alsfeld bietet mit THW, Feuerwehr und zahlreichen Vereinen ein vielfältiges Angebot für außerschulisches Engagement.

## Ziele der schulischen Arbeit

### Anforderungen an die Weiterbildung
Das Lernen und Lehren an der Staatlichen Technikakademie Alsfeld orientiert sich an den Interessen der Studierenden und den in der Baubranche gestellten Anforderungen an den Bautechniker. Das Lehrangebot ermöglicht es den Studierenden, den beruflichen und gesellschaftlichen Anforderungen in Gegenwart und Zukunft gerecht zu werden. Die gesellschaftlichen und wirtschaftlichen Veränderungen erfordern eine ganzheitliche Ausrichtung des Lernens. Die fortschreitende Globalisierung aller Lebensbereiche, die zunehmende Komplexität und Vernetzung im Zuge weltweiter Kommunikation wirken sich entscheidend auf die künftige Rolle als Arbeitnehmer oder Unternehmer aus.
Die Weiterbildung zum staatlich geprüften Bautechniker basiert auf den rechtlichen Vorgaben des Landes Hessen und erfolgt nach Lehrplänen, die entsprechend den technischen und gesellschaftlichen Veränderungen weiterentwickelt werden. Im Interesse der Studierenden wird das Lernangebot ständig aktualisiert und optimiert.
An der STA wird im Besonderen Wert gelegt auf:
- eine praxisgerechte Weiterbildung unter Einbezug beruflicher Vorkenntnisse
- eine breite baufachliche Grundbildung
- eine zukunftsorientierte Spezialisierung
- die Verknüpfung von Bautechnik, Baurecht, Ökologie und Ökonomie
- das Einbeziehen modernster Informations- und Kommunikationstechniken

### Kompetenzprofil
Die Studierenden sollen durch die Weiterbildung an der STA in der Lage ein:
- Willen zur Leistungsbereitschaft zu entwickeln,
- eigen- und mitverantwortlich sowie zukunftsorientiert zu denken und zu handeln,
- Probleme rational, analytisch und strukturiert zu lösen,
- Informationen problemorientiert und kritisch zu beschaffen und aufzuarbeiten,
- selbständig und im Team zu arbeiten,
- Verantwortung und Führungsaufgaben zu übernehmen,
- sich mündlich und schriftlich sicher und gewandt ausdrücken zu können,
- politische, wirtschaftliche, rechtliche, ökologische und soziale Strukturen zu erkennen, diese zu beurteilen und zu beachten,
- den gesellschaftlichen Wandel bewusst und kritisch zu begleiten.

### Pädagogisch-didaktische Grundsätze
Entsprechend den Qualifikationsanforderungen umfasst globales, ganzheitliches Lernen vier Lerndimensionen:
1. Inhaltlich-fachliches Lernen (Fachkompetenz)
2. Methodisch-problemlösendes Lernen (Methodenkompetenz)
3. Sozial-kommunikatives Lernen (Sozialkompetenz)
4. Affektiv-ethisches Lernen (Individual- oder Persönlichkeitskompetenz)

### Abschlussprojekt
In einer im vierten Semester selbständig zu erarbeitenden Projektarbeit müssen die Studierenden ihre erworbenen Fähigkeiten anwenden und ausbauen. Die Verordnung über die Ausbildung und Prüfung an ein- und zweijährigen Fachschulen vom 5. Juli 2011 sieht die Projektarbeit als eigenständigen Leistungsbereich in allen Schwerpunkten vor. Darin werden folgende Zielsetzungen und Aufgaben benannt:
- Ziel der Projektarbeit ist das Erwerben von Kompetenzen, um Aufgaben aus dem Fachrichtungs- oder Schwerpunktbereich selbstständig analysieren, strukturieren und praxisgerecht lösen zu können.
- In der Projektarbeit sollen praxis- und prozessorientierte Aufgaben bearbeitet werden. Die Aufgabenstellung orientiert sich an den betrieblichen Einsatzbereichen der Absolventen. Dabei sollen insbesondere Projekte aus der Praxis in Kooperation mit Betrieben durchgeführt werden.
- In die Note für die Projektarbeit fließen die Bewertungen, die im Verlaufe der Bearbeitung der Projektarbeit stattfinden, die Abschlussbewertung der Projektarbeit und die Note des Kolloquiums ein.
- Die Gesamtbewertung sowie das Thema der Projektaufgabe werden im Zeugnis ausgewiesen.

Der Zeitumfang der Projektarbeit beträgt für jeden Studierenden der Projektgruppe 120 Unterrichtsstunden (45 min) in allen Schwerpunkten der Bautechnik. Dies entspricht bei einem durchschnittlich 20-wöchigen Semester etwa 6 Unterrichtsstunden pro Woche.

## Kollegium und Ausstattung

### Lehrerkollegium
Das Lehrerkollegium an der STA besteht aus Diplomingenieuren verschiedener Baufachbereiche mit mehrjähriger Berufserfahrung und der Zusatzqualifikation zum Lehramt an beruflichen Schulen beziehungsweise zum Lehramt an besonderen Fachschulen sowie einer Lehrkraft mit dem Lehramt für berufliche Schulen und Betoningenieur VDB und einem Diplomingenieur im Fachbereich Vermessungswesen, der Qualifikation zum Lehramt an besonderen Fachschulen und der Lehrbefähigung für Informatik. Weiterhin sind an der STA ein Diplom-Handelslehrer sowie Lehrkräfte mit dem Lehramt für Gymnasien für den sprachlichen Unterricht beschäftigt.

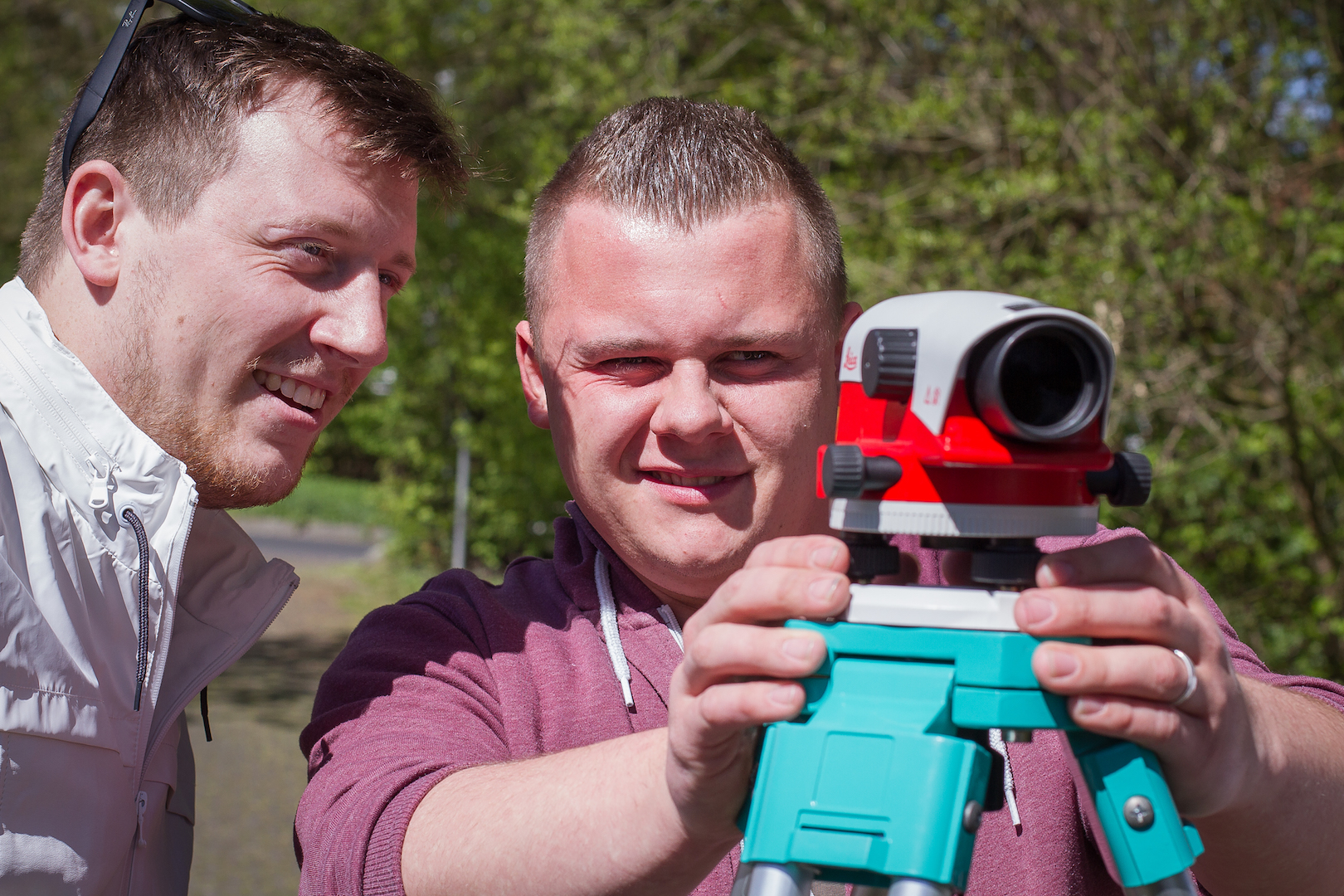
Übungen mit einem Vermessungsgerät

### Lernumfeld und Ausstattung

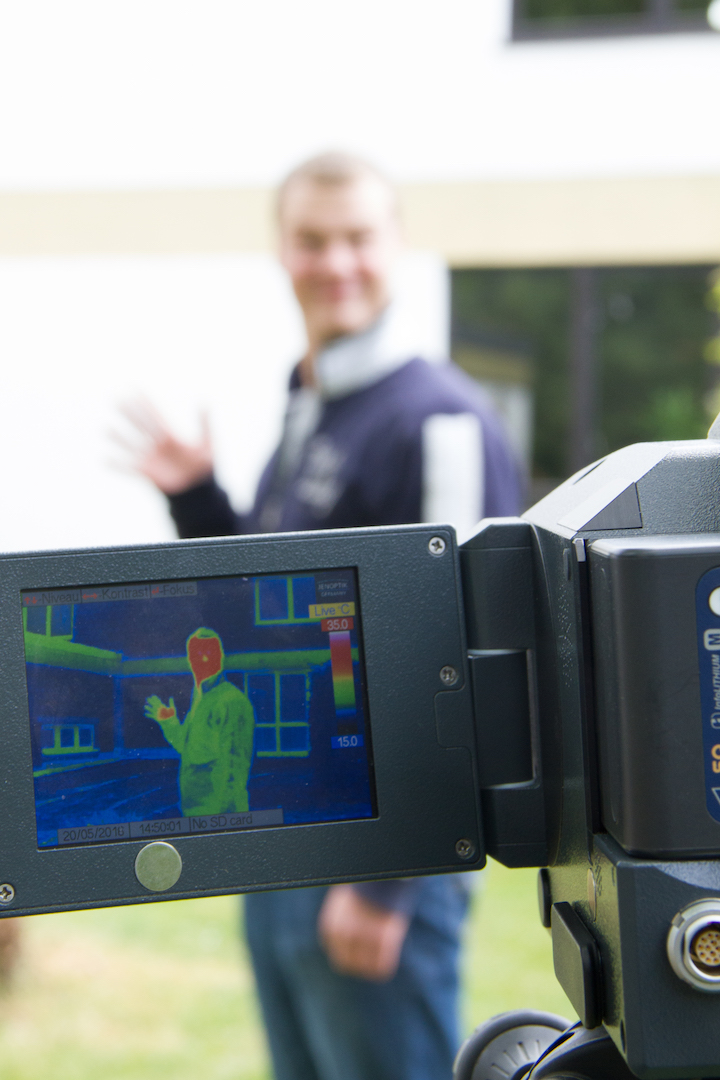
Übungen mit der Wärmebildkamera

An der Staatlichen Technikakademie herrscht ein angenehmes Lernumfeld. Das Schulgebäude aus den 1970er Jahren bietet große Unterrichtsräume, die von kleinen Lerngruppen genutzt werden:
- Klassengrößen von 15 bis 25 Studierenden in großen Räumen
- kostenloses und schnelles WLAN im gesamten Schulgebäude
- zahlreiche Laborräume und Werkstätten
- Baustofflabore und Holzwerkstatt
- praktische Übungen mit modernen Messgeräten

### Unterrichts- und Seminarräume
Zur Grundausstattung gehört in jedem Klassenraum neben einer Tafel bzw. einem Whiteboard ein Beamer, meist mit Wirelesszugang. In einigen Räume sind interaktive Whiteboards installiert. Overheadprojektoren werden von Dokumentenkameras (ELMO) abgelöst, mit welchen sich Inhalte aus Büchern, Aufschriebe oder Zeichnungen an die Wand projizieren lassen.

### Bücherei
Die Schülerbücherei an der STA ist umfangreich ausgestattet mit aktueller Fachliteratur und diversen Nachschlagewerken. Wichtige Bücher für die Unterrichtsarbeit stehen in ausreichender Auflage zur Verfügung. Die Studierenden nutzen die kostenlose Ausleihe von Büchern zur Recherche und zur Ausarbeitung von Referaten und Projektarbeiten.

## Aufnahmevoraussetzungen

### Abgeschlossene Lehre oder Berufserfahrung
Für eine Aufnahme an der Staatlichen Technikakademie Alsfeld bestehen folgende Aufnahmevoraussetzungen:
1. Abschluss in einem baubezogenen Ausbildungsberuf
2. Berufstätigkeit von mindestens einem Jahr

Bei Nachweis einer mindestens fünfjährigen einschlägigen beruflichen Tätigkeit sowie anderen Ausbildungsabschlüssen wird eine individuelle Entscheidung getroffen.

### Quereinstieg für Meister
Für Meister bieten wir einen Quereinstieg i. d. R. im 3. Semester an, wodurch sich die Ausbildungszeit um ein Jahr verkürzen kann. Der Vorteil für Meister in der Weiterbildung zum Bautechniker besteht einerseits in der Erweiterung seines Fachwissens auf andere Gewerke und andererseits in der Vertiefung des Gelernten.

### Aufnahme von Studienabbrechern
Für Studienabbrecher mit abgeschlossener Berufsausbildung bieten wir einen Quereinstieg meist im 2. Semester an. Erfahrungsgemäß kommen Studienabbrecher mit dem schulisch geprägten Weiterbildungskonzept gut zurecht und machen in 1,5 Jahren ihren Abschluss zum Staatlich geprüften Bautechniker.

## Fördermöglichkeiten
Die zweijährige Vollzeitausbildung ermöglicht es sich voll auf die Qualifikationsmaßnahme zu konzentrieren. Hierfür gibt es eine Vielzahl finanzieller Unterstützungsmöglichkeiten:
1. BAföG und Aufstiegs-BAföG
2. Berufliche Rehabilitation
3. Soldatenversorgungsgesetz
4. Bildungskredit der KfW

Die Weiterbildung zum Staatlich geprüften Bautechniker eignet sich gut als berufliche Rehabilitationsmaßnahme, z. B. nach Arbeitsunfällen. Aufbauend auf dem Praxiswissen werden an der STA fachliche Inhalte vermittelt und Kompetenzen vertieft, die einen späteren, weniger körperlich intensiven Einsatz ermöglicht, z. B. in koordinierender Funktion als Bauleiter oder als Planer in Architektur- und Ingenieurbüros. Vorteilhaft ist hierbei, dass an der STA sowohl fachlich als auch pädagogisch geschultes Personal arbeitet.

## Geschichte
Die STA blickt als überregional anerkannte Weiterbildungsstätte auf eine 125-jährige Tradition zurück. In 1891 wurde sie als Handwerkerfachschule gegründet und hat sich über viele Jahrzehnte als „Staatliche Technikerschule Alsfeld“ etabliert. Seit 2011 führt wird mit dem Namen „Technikakademie“ das Angebot der bautechnischen Weiterbildung für Erwachsene im Namen deutlich.
Gründung 1891
Als Nachfolgerin einer in Alsfeld bestehenden Handwerkerfortbildungsschule als Sonntagszeichenschule und später auch Abendschule wird unsere Schule als „Erweiterte Handwerkerschule zu Alsfeld“ mit 12 Schülern im Jahr 1891 gegründet. Unterrichtet wird im Hochzeitshaus Alsfeld. Als „Gewerbeschule Alsfeld“ erhält sie im Jahr 1902 ein neues Schulgebäude in der Jahnstraße.
Einstellung des Unterrichtsbetriebes im 2. Weltkrieg
Kurz vor Ende des Zweiten Weltkrieges muss der Unterrichtsbetrieb eingestellt werden, weil fast alle Lehrkräfte zum Wehrdienst eingezogen sind. Das Schulgebäude wird für Zwecke der Wehrmacht beschlagnahmt. 1950 wird die Schule in Trägerschaft der Stadt Alsfeld als „Städtische Handwerkerfachschule Alsfeld“ wiedereingerichtet und staatlich anerkannt. Das Land Hessen übernimmt 1962 die Trägerschaft der Schule, und sie wird zwei Jahre später in „Staatliche Technikerschule Alsfeld, Fachschule für Hoch-, Tief- und Stahlbetonbau“ umbenannt.
Bezug des neuen Schulgebäudes 1979
Während ab 1973 die Ausbildungszeit von drei auf vier Semester umgestellt wird, werden in den darauffolgenden Jahren Afrikaner im Rahmen der Entwicklungshilfe über die Carl-Duisberg-Gesellschaft an der Technikerschule zu Bautechnikern ausgebildet. Ihr jetziges Schulgebäude bezieht die Technikerschule im Jahr 1979.
Einzug der EDV ab 1985
Die EDV hält 1985 mit der Einrichtung eines EDV-Raumes Einzug in die Schule. Zur 100-Jahr-Feier im Wintersemester 1991/1992 hat die Schule mit 280 Studierenden den Höchststand erreicht. 1997 geht die Technikerschule ans Internet. 1998 bis 2012 gibt es ein Zusatzangebot „Weiterbildung zum CAD-Assistenten“, im Rahmen der Höheren Berufsfachschule für Informationsverarbeitung. In 2005 verfügt die Schule über 100 Bildschirmarbeitsplätze in sechs miteinander vernetzten EDV- und CAD-Räumen.
Raumakustische Sanierung von Klassenräumen
Im Jahr 2010 wird ein Klassenraum als Musterraum für eine beispielhafte akustische und energetische Sanierung grundlegend neugestaltet. Später folgen weitere raumakustische Sanierungen von Klassenräumen im Rahmen von Unterrichtsprojekten durch die Studierenden.
Alsfelder Ausbautag seit 2011
Seit 2011 finden die Alsfelder Ausbautage als überregionale Fortbildungsveranstaltung im eigenen Haus statt. Lehrkräfte der STA und externe Referenten berichten über aktuelle Themen aus den Ausbaugewerken, wobei Trockenbau und Bauphysik eine wichtige Rolle spielen. Ab 2019 erfolgt eine Umbenennung in Alsfelder Bautage, um das gesamte an der STA angebotene Themenspektrum widerzuspiegeln.
Umbenennung 2011 und Gewinn des Energiesparwettbewerbs
Seit 2011 trägt die Schule ihren heutigen Namen „Staatliche Technikakademie Alsfeld“. Beim Energiesparwettbewerb des Projektes „CO2-neutrale Landesregierung“ erzielt die Staatliche Technikakademie Alsfeld im Jahr 2011 den 1. Preis der Gruppe Bildungseinrichtungen in der Kategorie „Höchste Einsparungen“.
125-Jahr-Feier 2016
Mit einem Festakt und zahlreichen Gästen beging die STA in 2016 ihr 125-jähriges Jubiläum. Damit zählt sie zu den ältesten Fachschulen Deutschlands.

## Bildungs- und Förderverein
Der Bildungs- und Förderverein der Staatlichen Technikakademie Alsfeld e.V. wurde 1989 gegründet und verfolgt ausschließlich gemeinnützige Zwecke. Er unterstützt die Arbeit mit und für die Studierenden an der STA durch die finanzielle Förderung und Organisation von:
- Schulprojekten
- Weiterbildungsseminaren
- Vortragsveranstaltungen zu aktuellen Themen des Bauwesens
- Fachexkursionen
- Messebesuchen

Die Mitglieder des Vereins setzen sich zusammen aus ehemaligen Studierenden und Lehrkräften sowie Firmen aus der Region. Studierende der STA können zu einem vergünstigten Beitrag Mitglied werden.